# Damjan Vuklišević
Damjan Vuklišević (28 giugno 1995) è un calciatore sloveno, difensore del Celje.

## Carriera

### Club
Ha giocato nella prima divisione slovena ed in quella slovacca.

### Nazionale
Ha giocato nelle nazionali giovanili slovene Under-17, Under-18 ed Under-19.

## Palmares

### Club

#### Competizioni nazionali
- Campionato sloveno: 3

Maribor: 2013-2014, 2014-2015
Celje: 2023-2024
- Supercoppa di Slovenia: 2

Maribor: 2013, 2014
- Coppa di Slovenia: 1

Celje: 2024-2025